# Komitat Torontál
Komitat Torontál (węg. Torontál vármegye) – komitat Królestwa Węgier. Jego stolicą był Nagybecskerek (Zrenjanin).
Graniczył z komitatami Arad, Bács-Bodrog, Csanád, Csongrád i Szerém oraz Serbią. Jego powierzchnia wynosiła 10 016 km². Leżał w południowo-wschodniej części Wielkiej Niziny Węgierskiej (Wojwodina). Jego główne rzeki to Dunaj, Cisa i Marusza. Do ważniejszych miast należały Nagykikinda (Kikinda) i Panchsova (Pančevo).
W 1910 roku liczył 594 343 mieszkańców, z czego Serbowie – 32,14%, Niemcy – 26,64% i Węgrzy – 21,04%.
Po I wojnie światowej, w wyniku traktatu w Trianon, jego obszar w większości został odłączony od Węgier – jego północno-wschodnia część przypadła Rumunii, a południowo-zachodnia Królestwu Serbów, Chorwatów i Słoweńców.